# Benet VIII
Benet VIII, nascut Teofilacte II dels comtes de Túsculum (Roma, vers el 980 - Roma, 9 d'abril de 1024), va ser el 143è papa de l'Església Catòlica des del 1012 fins a la seva mort.
Benet VIII, considerat un dels pontífexs més enèrgics que havien ocupat el tron de Pere durant el Saeculum obscurum, va ser el promotor de les primeres iniciatives reformistes que més tard trobarien un lloc sota l'era gregoriana, és a dir, vint anys després de la seva mort.

## Orígens i carrera eclesiàstica
Tercer fill de Gregori I de Túsculum. i Maria, Teofilacte II pertanyia a la noble família dels comtes de Túsculum. El seu pare Gregori, segons el que s'informa al Liber pontificalis, havia estat almirall de la flota papal per nomenament de l'emperador Otó III, així com senador. Germà petit de Romano (el futur Joan XIX) i Alberic (pare del futur Benet IX), hi ha poca informació sobre la vida de Teofilacte abans que es convertís en pontífex i és contradictòria: segons alguns, Teofilacte va ser nomenat cardenal bisbe de Porto per Silvestre II el 1001; segons la tradició heretada del pseudocardenal Benone i no totalment ignorada pels historiadors posteriors, Teofilacte encara era un laic en el moment de la seva ascensió al tron papal.
Les dades contradictòries de les fonts també es poden explicar pel fet que Benet VIII no va ser reconegut inicialment per tothom com a pontífex.

## El pontificat

### L'elecció
Després de la mort de Sergi IV (12 de maig de 1012) i la mort gairebé sobtada del patrici Giovanni Crescenzi III (18 de maig), els tusculans van imposar Teofilatto, de trenta anys, com a pontífex, aconseguint així enderrocar el poder de la família Crescenzi sobre Roma que havia durat des de la mort de Silvestre II (1003). De fet, el mateix dia de la mort de Crescenzi, Teofilatto va ser elevat al pontificat (Gregorovius ho informa en nom d'un laic) amb el nom de Benet VIII.

### Contrast amb l'antipapa Gregori VI
Tanmateix, la casa dels Crescenzi, que ja havia imposat diversos papes a Roma en el passat (els tres últims van ser Joan XVII, Joan XVIII i Sergi IV), va fer pujar al tron el romà Gregori, gràcies al suport del clergat, iniciant així una veritable guerra entre les dues famílies. Benet VIII, fermament al tron, va utilitzar els dos primers mesos del seu pontificat (juny i juliol) per reduir el poder de la família contrària, prenent als Crescenzi les fortificacions de la campinya romana, és a dir les seves últimes guarnicions al voltant de Roma. L'antipapa Gregori VI va ser, per tant, expulsat de Roma, va anar al desembre a Pöhlde, a Alemanya, davant Enric II de Saxònia (1003-1024) buscant el seu suport.

### El reconeixement de Benet
Tanmateix, després de donar-li la benvinguda inicialment, va reconèixer Benet com a Papa. Enric II, un home molt pietós però també políticament astut, es va adonar del poder que els tusculans havien aconseguit establir a Roma i de com Benet VIII, que ja havia enviat a Enric algunes cartes oposant-se a la seva causa a la de Gregori, governava la ciutat amb mà de ferro. A més, Benet ja havia iniciat una política a favor de l'Església alemanya donant-li diversos privilegis eclesiàstics i prometent a Enric el tan esperat títol imperial.

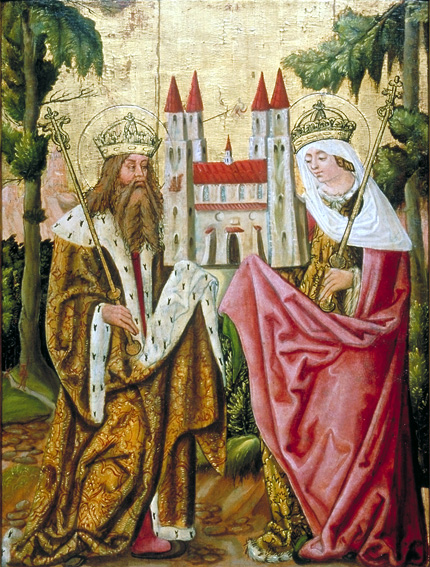
Enric II i la seva esposa Kunigunde, pintura sobre taula,, Mährische Galerie, Brno.

### Relacions amb Enric II d'Alemanya

#### La coronació i renovació delPrivilegium Othonis
Les relacions entre el Papa i l'Emperador, durant tot el seu mandat, van ser excel·lents. Enric, partidari de la renovació moral de l'Església, va trobar un interlocutor atent i intel·ligent en Benet VIII, que va donar suport a les iniciatives proposades per l'Emperador, com es veurà més endavant. Com a primer signe d'aliança entre els dos poders universals de l'Edat Mitjana, el 14 de febrer de 1014, Benet va coronar Enric emperador de Romans a la Basílica de Sant Pere juntament amb la seva esposa Cunegunda. Posteriorment, va intentar garantir també per als temps futurs el respecte de les normes habituals de l'elecció del Papa reafirmant el Privilegium Othonis, un document amb el qual el 962 l'emperador Otó I de Saxònia havia obtingut del llavors pontífex Joan XII el dret de validar l'elecció papal. Un acte aparentment desfavorable a la llibertat de l'Església, l'acció del Papa Benet tenia com a objectiu frenar l'anarquia en què havia caigut Roma després de l'època de Carlemany, és a dir, des que havia cessat la poderosa protecció del poder civil.

#### Intervencions militars al Sud=
Benet VIII també va demanar l'ajuda de l'emperador per resoldre un conflicte que havia esclatat al sud de la península. L'Imperi Romà d'Orient havia tingut possessions al sud d'Itàlia des de l'època de Justinià. Després que els romans haguessin reprimit una revolta a Bari liderada pel ric ciutadà Melo, que va fugir al principat llombard de Càpua, on va obtenir el suport del Papa, que era hostil als grecs a causa de qüestions de jurisdicció eclesiàstica sobre el Sud. Benet va ajudar Melo i els altres rebels contractant guerrers normands liderats pels germans Osmond i Gilbert Drengot, però l'expedició normanda va patir la derrota: l'octubre de 1018 els Drengot van ser severament derrotats a Cannes, i els romans van marxar cap al nord per castigar el papa. Benet va decidir demanar ajuda a Enric II. Per convèncer-lo que Roma estava en greu perill, va anar personalment a Alemanya, reunint-se amb l'emperador a Bamberg Enric, el novembre de 1021, va creuar els Alps i va aturar, durant el 1022, el catepà Basili Boioannes i va impedir els propòsits bel·ligerants contra Roma.

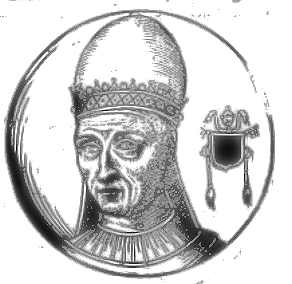
Papa Benet VIII, dibuix de Bartolomeo Sacchi conegut com a Platina, Vite De' Pontefici, editat per Onofrio Panvinio, per als tipògrafs Turrini i Brigonci, Venècia 1663

### Govern de Roma

#### La dictadura dels tusculans
Benet, ja molt abans de la seva coronació imperial, havia aconseguit mantenir el control de Roma en mans de la seva família, confiant la cura del govern al seu germà gran Romà (el futur papa Joan XIX), nomenant-lo senador i cònsol dels Romans. El seu pare Gregori va ser confirmat en el nomenament com a "prefecte naval" de les flotes papals, mentre que el seu altre germà Alberic tenia càrrecs judicials.  Malgrat això, la campanya del Laci i els territoris confirmats per Enric en el moment de la seva coronació no eren possessions lliures de la Santa Seu, ja que els comtes de Segni ara hi dominaven, mentre que Sabina romania fermament en mans dels Crescenzi. L'obra de subjugació definitiva dels territoris del Patrimoni de Sant Pere va ser molt llarga, ja que va ocupar Benet durant sis anys (1014-1020), durant els quals el jove Teofilacte també va haver de tractar amb els musulmans primer, i amb la reforma de l'Església més tard.

#### La campanya contra els sarraïns

Mapa polític d'Itàlia a principis del

Durant els segles x i xi, la Mediterrània va ser presa de les incursions dels pirates musulmans, més coneguts com a sarraïns. Ja en els segles passats, aquests invasors marítims havien saquejat Sant Pere i Sant Pau Extramurs el 846 (sota el pontificat de Sergi II),  i després van continuar duent a terme incursions fins que van ser aturats primer per Joan VIII (amb la destrucció de la flota musulmana davant la costa del Circeo, el 877), i després per Joan X (amb l'aniquilació de l'exèrcit àrab, prop de Garigliano, el 915) gràcies a la formació de lligues militars.
El 1016, va correspondre al papa Benet II emular aquests enèrgics predecessors i encarregar-se de repel·lir la invasió islàmica que, liderada per Mujàhid, des de les bases sarraïnes a Sardenya havia passat Luni a foc i espasa primer, i després Pisa. El papa no va esperar les peticions d'ajuda que li havien arribat a Roma: intimidat pel poder renovat dels sarraïns, Benet VIII va reunir una vasta coalició naval destinada a destruir definitivament els sarraïns i recuperar tant Sardenya com Còrsega. Inicialment, el papa, al capdavant de l'exèrcit papal, va aniquilar les tropes musulmanes en una batalla prop de Luni.  Muǧāhid, però, va aconseguir escapar i reorganitzar-se a Sardenya, desafiant obertament les flotes genovesa i pisana La flota papal, liderada per Gregori i el mateix Papa, va unir forces amb les de Pisa i Gènova, infligint una contundent derrota al mar a Muǧāhid. Aquí teniu el testimoni del bisbe i historiador Thietmar de Merseburg:
| (llatí) «A Longabardia Saraceni navigio venientes Lunam civitatem fugato pastor invadunt et cum potentia ac security multas illius regions inhabitant et uxoribus incolarum abutuntur. Quod cum domno apostolico nomina Benedicto fama deferret, omnes sanctae matris aecclesiae tam rectores quam defensores congregans rogat ac precipitate, ut inimicos Christi talia presumentes viriliter secum inrumperent et adiuvante Domino occiderent. Insuper ineffablem navium multitudinem tacito premisit, quae eis redeundi possibilitem interciperet. Hoc rex Saracenus animadvertens [primo indignatur et tandem] paucis comitatus navicula periculum imminens evasit; sui vero omnes conveniunt et adventantes prius irruunt hostes eosque mox fugientes, miserable dictu, III dies et noctes prosternunt.» | (català) A Llombardia [un territori corresponent al nord d'Itàlia] els sarraïns, que van arribar amb la flota, van saquejar, després que el bisbe fugis, la ciutat de Luni, poblada, amb poder i seguretat, els territoris d'aquella regió, i van violar les esposes dels habitants. Després que la notícia arribés al Papa Benet, aquest va demanar i ordenar, reunint tots els rectors així com els defensors de la Santa Mare Església, que ataquessin violentament juntament amb ell aquells enemics de Crist que gosessin [cometre] tals maldats i que els matessin amb el favor de Déu. A més, va enviar endavant, silenciosament, una immensa flota, que els va privar de la possibilitat de reparar. El rei sarraí, entenent això, es va indignar al principi i finalment, amb uns quants vaixells, va escapar del perill imminent; tots [els cristians] es van reunir i van sortir primer, llançant-se contra els enemics; i aquests, fugint immediatament, [els cristians] els van derrotar, miserablement, en tres dies i tres nits. (Thietmaro, Thietmari Merseburgensis episcopi Chronicon , pàg. 218-219) |

### Els Sínodes de la Reforma
Benet es va mostrar molt sensible a les idees religioses que Enric defensava. Ja el 1013, per exemple, Benet va confirmar els privilegis de la seu diocesana de Bamberg, que Enric tenia molt en compte per a la difusió del cristianisme i els del monestir de Sansepolcro, envers el qual el mateix sobirà havia mostrat el seu favor. Després que el sobirà el reconegués com a pontífex legítim, es van convocar els primers concilis de reforma el 1014 i el 1015, profundament inspirats pels dictats de Cluny. El primer es va celebrar després de la coronació d'Enric i va establir, d'una banda, nous cànons en matèria eclesiàstica i disciplinària (inclòs el de rebre el diaconat abans dels 25 anys i l'episcopat abans dels 30) i, de l'altra, va veure (per insistència imperial) la inserció del Filioque al Credo, la peça clau teòrica sobre la qual lluitaven les esglésies occidental i oriental. Aleshores es va cantar el Credo per primera vegada en una missa papal. El segon va renovar altres promeses contra la simonia i el nicolaisme. Aquests dos concilis van ser el preàmbul de noves assemblees eclesiàstiques promogudes pel Papa i l'Emperador.
I de fet, malgrat els compromisos polítics i militars esmentats anteriorment, Benet VIII va continuar en el seu desig de renovar l'Església. Després de veure fracassar l'intent de convocar un concili ecumènic, el 1018 Benet VIII va organitzar un concili provincial a Ravenna on, amb l'aprovació de l'emperador, es van promulgar disposicions contra la simonia i el concubinat sacerdotal. El 1022 Benet VIII va convocar, de nou juntament amb Enric II, un concili a Pavia, on es van tornar a publicar els cànons sinodals de Ravenna, amb l'afegit de la deposició dels eclesiàstics culpables del seu càrrec. Es aquest sínode va decretar que els fills de sacerdots no eren «llibres» i per conseqüència no podien heretar res de llur pare. Aquesta mesura servia sobretot per a protegir els interessos econòmics l'Església.

## Mort i enterrament
Després de dos anys en què el pontífex va triomfar tant políticament com eclesiàsticament (cal recordar que, entre el sínode de Pavia i la mort del pontífex, aquest últim va prevaldre sobre el bisbe de Mainz Aribone en fer valer els drets de la seu romana, si un bisbe sufragani d'una metropolitana volgués apel·lar a Roma), aquest enèrgic pontífex va morir, amb poc més de quaranta anys, el 9 d'abril de 1024. Va ser enterrat a la Basílica de Sant Pere.
El seu germà Romà, tot i no tenir cap orde sacerdotal, va intrigar per succeir-lo.